# バスケットボールアイスランド代表
バスケットボールアイスランド代表（Iceland men's national basketball team）は、アイスランドバスケットボール協会により国際大会に派遣される男子バスケットボールナショナルチームである。

## 歴史
ユーロバスケットは2015年に初出場を果たす。2017年大会も連続出場を果たす。
ユーロバスケット2025予選では、最終戦のトルコ戦を83-71のスコアで勝利し、予選を通じて3勝3敗という成績を残して本大会出場を決めた。

## 主な国際大会成績

### 夏季オリンピック
- 出場なし

### ワールドカップ（旧世界選手権）
- 出場なし

### ユーロバスケット
- 2015年　―　24位
- 2017年　―　24位

## 現在の代表選手
2025年ユーロバスケットのロスター
- エルヴァル・フリドリクソン
- ハウクル・パルション
- ヒルマル・ヘニングソン
- ヨン・アクセル・グズムンドソン
- カリ・ヨンソン
- クリスティン・パルション
- マルティン・ヘルマンソン
- オリ・グンナルソン
- スティルミール・スナエル・スラスターソン
- シグトリグル・ビョルンソン
- トリグヴィ・フリナソン
- エイギル・シュタイナーソン

## 主な歴代代表選手
- ペートゥル・グズムンドソン
- クリスティン・パルション
- エルヴァル・フリドリクソン
- マルティン・ヘルマンソン
- ヨン・アクセル・グズムンドソン
- スティルミール・スナエル・スラスターソン

## 歴代ヘッドコーチ
- クレイグ・ペダーセン (2014-)